# ناقصة قدمية
ناقصة قدمية (الاسم العلمي:Amorpha pedalis) هي نوع غير مؤكد من النباتات يتبع جنس الناقصة من الفصيلة البقولية.